# Scheckung
Eine Scheckung gibt es bei Menschen und den meisten Tierarten. Sie ist eine abgeschwächte Form des Leuzismus, bei der der Körper nicht überall weiß ist, sondern nur einige Teile des Körpers weiße Flecken haben.

## Leuzistische Scheckung

### Entstehung der Flecken
Es gibt mehrere Gene, deren Mutation zu Leuzismus und Scheckung führen kann. Dazu gehören der Endothelin-Rezeptor-B-Gen (EDNRB), das Paired Box Gen 3 (PAX3), SOX10, der Microphthalmie-assoziierter Transkriptionsfaktor (MITF), c-Kit und der Steel-Locus (codiert MGF).
In einem frühen Embryonalstadium wandern die Vorläuferzellen der Schwannschen Zellen, der Ganglionzellen des Hörnervs und die Vorläufer der Melanozyten aus der über dem Neuralrohr liegenden Neuralleiste aus. Die Scheckung entsteht dadurch, dass eines der Gene, die die Auswanderung der Melanozyten beeinflussen, mutiert ist und deshalb nicht so viele Zellen auswandern und sie nicht zu allen Körperstellen gelangen. Je nach Art des mutierten Gens können unterschiedliche Scheckungsmuster entstehen. Eine solche Mutation beeinflusst entweder nur die Melanozyten oder aber auch die anderen Typen der Vorläuferzellen mit. Scheckung und Leuzismus vererben sich meist dominant, können aber je nach Tierart und Unterart auch intermediär, ko-dominant oder rezessiv vererbt werden.
Die Vorläuferzellen der Melanozyten nennt man Melanoblasten. Fallen sie ganz aus, wird das betroffene Tier weiß, da die Zellen fehlen, die das Melanin produzieren. Das nennt man Leuzismus. Sind weniger Zellen ausgewandert und haben sich gleichmäßig im Körper verteilt, wird das Tier etwas heller als wildfarbene Tiere, sieht aber ähnlich aus (Aufhellung). Bei gescheckten Tieren gelangen die Melanozyten nicht überallhin, während an anderen Stellen normal viele Melanozyten vorhanden sind.
Zu den leuzistischen Farbgenen gehört auch das Piebald-Gen, das beim Menschen den Piebaldismus verursacht.

### Augenfarbe und Sehbehinderung
Das vollständige Fehlen von Melanin in der Iris des Auges führt zu einer roten Augenfarbe, ein fast vollständiges Fehlen führt zu blauen Augen. Wenn die Melaninmenge nur ein wenig reduziert ist, sind die Augen hellbraun. Je nach Lage der Flecken und Art des zugrundeliegenden Leuzismus können gescheckte Tiere blaue bis normalfarbene Augen haben, manchmal haben sie auch zwei verschiedene Augenfarben (Iris-Heterochromie). Die Melanozyten beeinflussen auch die Entwicklung der Sehnerven, so dass leuzistische Tiere oft eine Sehbehinderung haben, die der Sehbehinderung der Tiere mit Albinismus entspricht.

### Schwerhörigkeit und Taubheit
Wenn die Scheckung durch ein Gen bzw. eine bestimmte Variante eines Allels verursacht wird, das die Vorläuferzellen der Ganglionzellen des Hörnervs mit beeinflusst, wobei auch ein Fehlen von Melanozyten in der Stria vascularis vorliegen kann, wird das betroffene Tier schwerhörig oder taub. Die Melanozyten bilden in der Stria vascularis keine Pigmente, sondern sie verbinden zwei andere Gewebsschichten, die nur dadurch ihre Funktion erfüllen können. Nach zunächst ungestörter Entwicklung des Innenohres treten in den ersten Tagen des Lebens degenerative Veränderungen an der Hörschnecke auf. Die Schwere der Veränderungen im Innenohr kann variieren.

### Störungen des Nervensystems
Die Schwannschen Zellen umhüllen die Ausläufer (Axone) der Nervenzellen. Sie ermöglichen eine sehr viel schnellere Erregungsleitung in den Nervenzellen der Deuterostomia, zu denen unter anderem auch Säugetiere und Vögel zählen, als bei den Nervenzellen der Protostomia, zu denen unter anderem die Insekten zählen. Beeinflusst das mutierte Gen die Auswanderung dieser Zellen, kann das Nervensystem nicht richtig arbeiten.

### Schwere Missbildungen
Einzelne Scheckloki führen in der Embryonalentwicklung darüber hinaus zu weiteren schweren Missbildungen der betroffenen Tiere, die so weit gehen können, dass Tiere, die auf beiden homologen Chromosomen das mutierte Gen haben, also homozygot sind, bereits im Mutterleib oder kurz nach der Geburt sterben.

### Keine Missbildungen
Von den meisten Scheckloci gibt es jedoch auch harmlose Varianten, die lediglich zu weißen Flecken führen.

## Leuzistische Scheckung bei verschiedenen Tierarten

### Mensch
Auch Menschen können gescheckt sein, das heißt, sie haben helle Flecken auf der Haut. Die Flecken sind gewöhnlich scharf begrenzt. Das nennt man Piebaldismus. In 90 % der Fälle haben die Betroffenen eine helle Stirnlocke. Die zugrundeliegenden Mutationen betreffen in 75 % der Fälle das für den cKIT-Rezeptor kodierende Gen auf Chromosom 4. Der transmembranöse cKIT-Rezeptor ist mit seinem Liganden, dem Wachstumsfaktor cKIT, an der Regulation der Melanozytenvermehrung und -migration beteiligt.
Während die meisten Menschen mit Piebaldismus gesund sind, ist das Waardenburg-Syndrom eine Form der Scheckung beim Menschen, die mit Schwerhörigkeit und Augenfehlern verbunden ist.
Vitiligo und Tuberöse Hirnsklerose können auch zu weißen Flecken auf der Haut führen, sind aber im hier behandelten Sinne des Wortes keine Scheckung.

### Schweine
In Einzelfällen wurden Wildschweine mit weißen Flecken bekannt. Diese Tiere sind Nachkommen von Bastarden, sind also auf entlaufene gescheckte Hausschweine zurückzuführen, die von Wildkeilern gedeckt wurden. Sie können sich in der freien Natur unter heutigen Bedingungen schlecht halten, weil auch menschliche Jäger gescheckte Tiere leichter sehen können. Das Scheckungsgen der Wildschweine wird allerdings rezessiv vererbt, so dass die Konduktoren nicht unter Selektionsdruck stehen und es weitervererben können. Sowohl die rosa Farbe heutiger Hausschweine als auch die Scheckungen als auch die Gürtelzeichnung mancher Rassen sind auf einzelne Mutationen des Kit-Locus zurückzuführen.

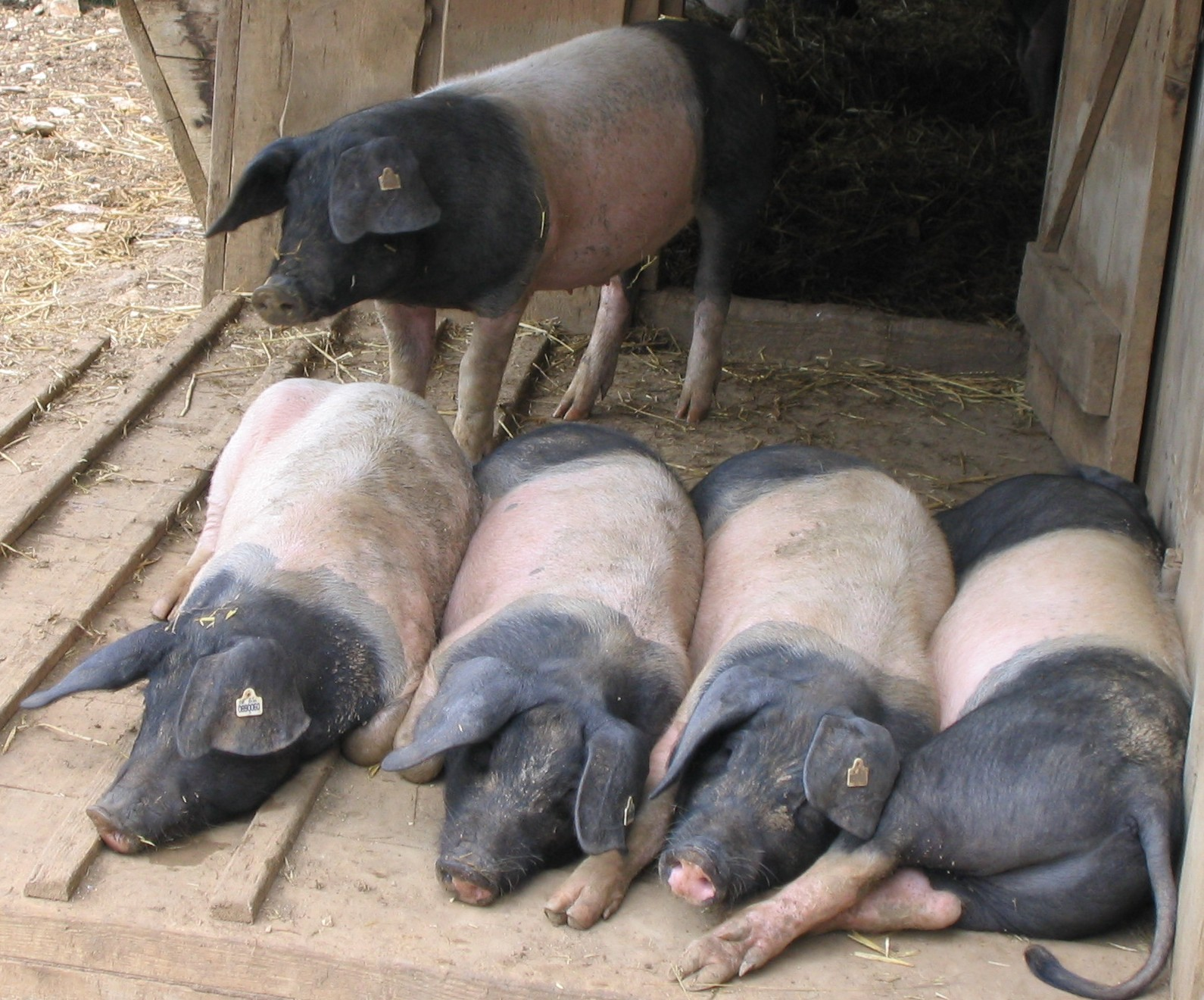
Schwarz-weiße Gürtelzeichnung beim Hausschwein
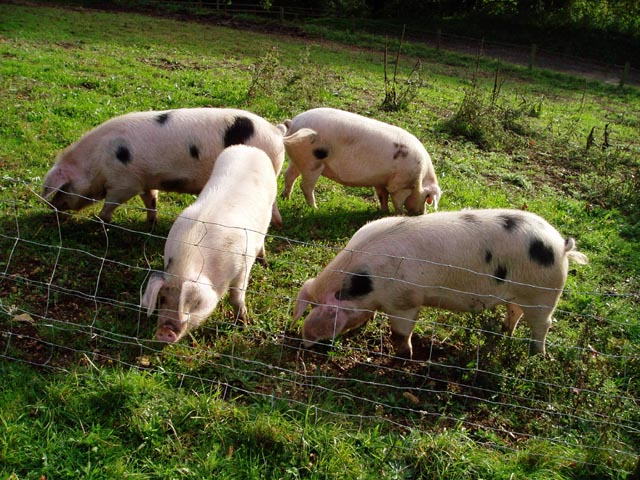
Scheckung mit kleinen schwarzen Flecken
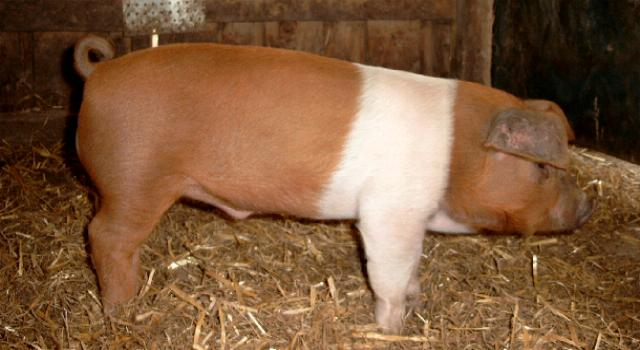
Braun-weiße Gürtelzeichnung beim Rotbunten Husumer Schwein
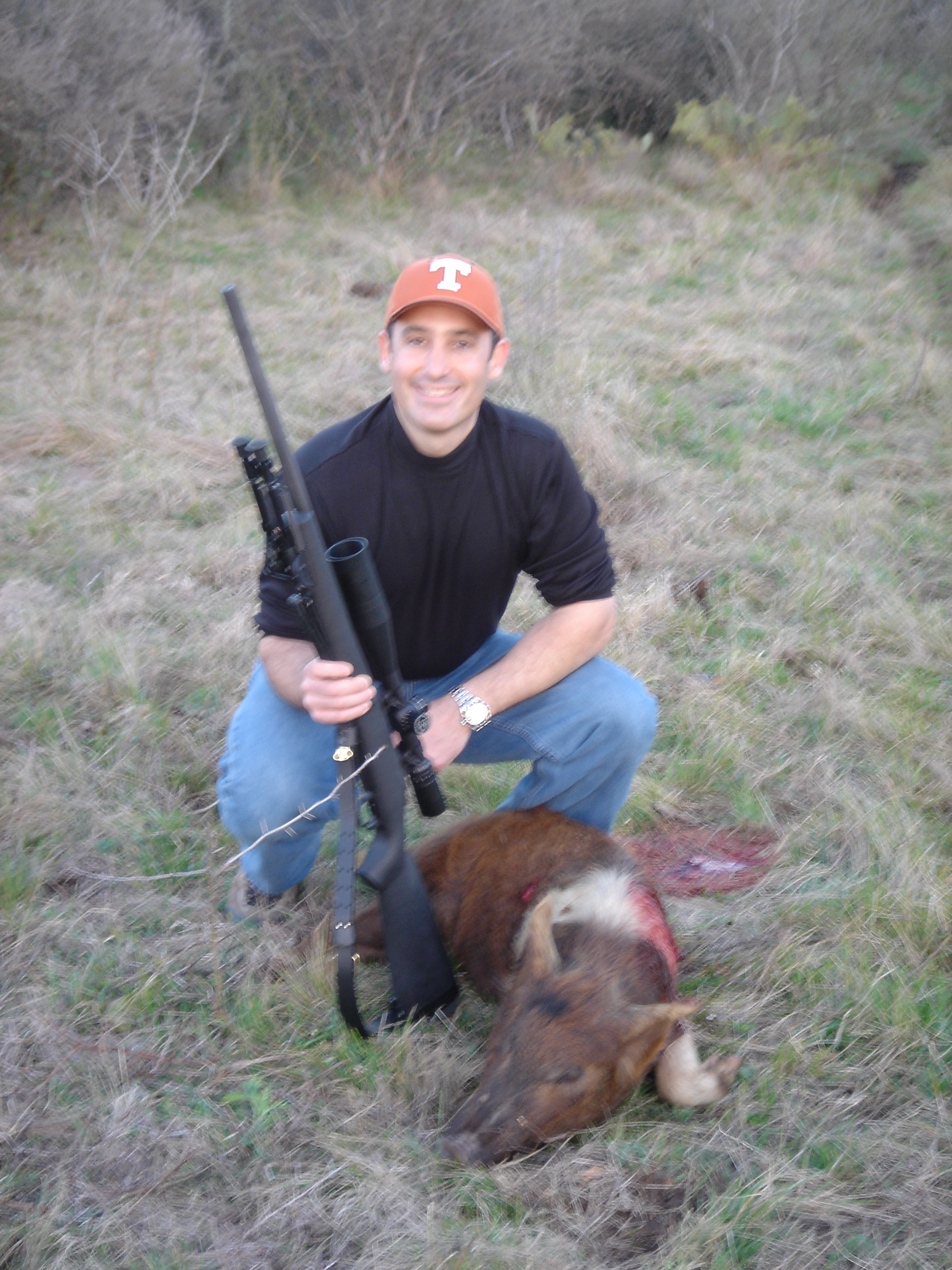
Jäger mit erlegtem jungem Wildschwein mit Gürtelzeichnung

### Hausrinder
Gescheckte Hausrinderrassen grob nach Art der Scheckung sortiert:
Nur Bauch und Rücken weiß: Evolèner
Weitgehend weißer Kopf, weißer Bauch, oft weißer Streifen auf der Rückenlinie: Abondance (Rind), Ennstaler Bergschecken, Fleckvieh, Hinterwälder-Rind, Montbéliard (Rind), Pustertaler Schecken, Hereford-Rind
Gefleckt: Ayrshire-Rind, Holstein-Rind, Maine Anjou, Rotbuntes Niederungsrind, Schwarzbuntes Niederungsrind, Vorderwälder-Rind
Gesprenkelt: Gir (Zebu), Normanne (Rind)

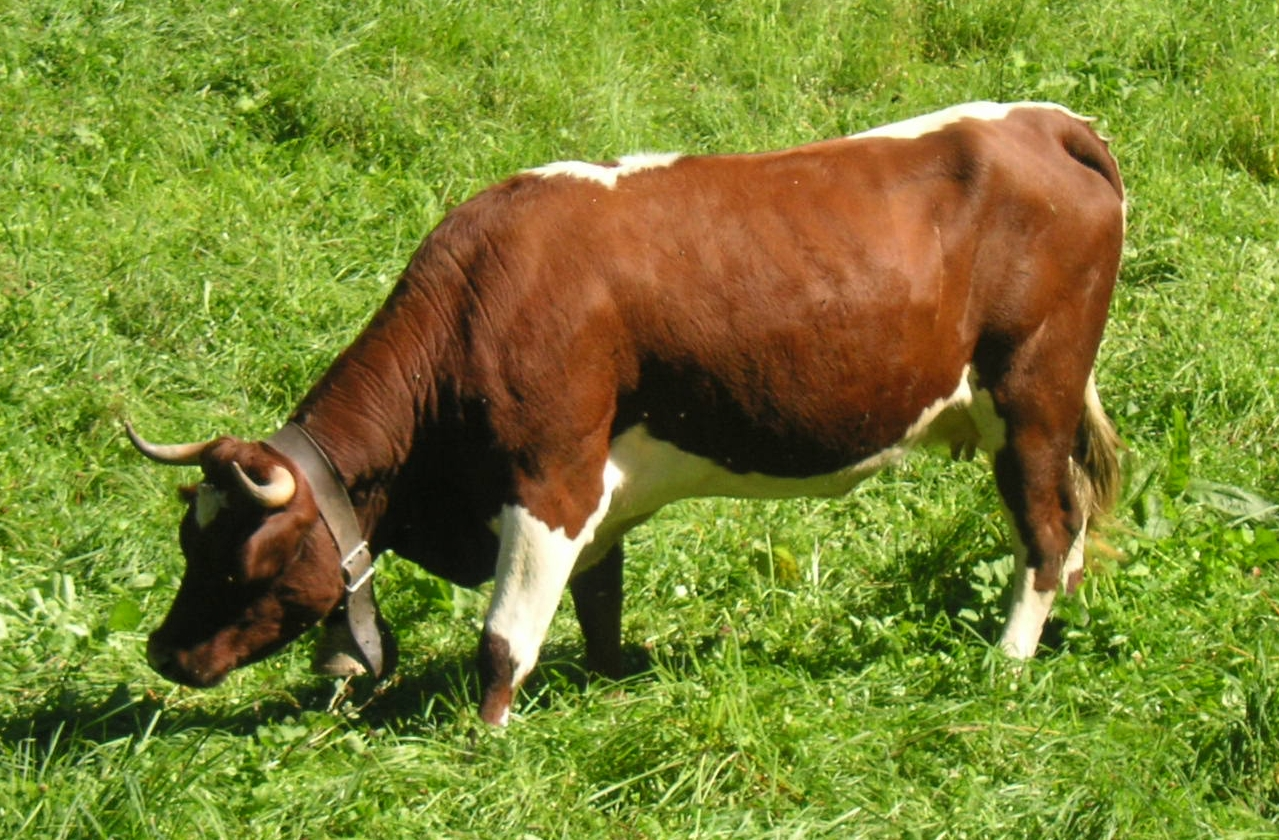
Bauch und Rücken weiß: Evolèner
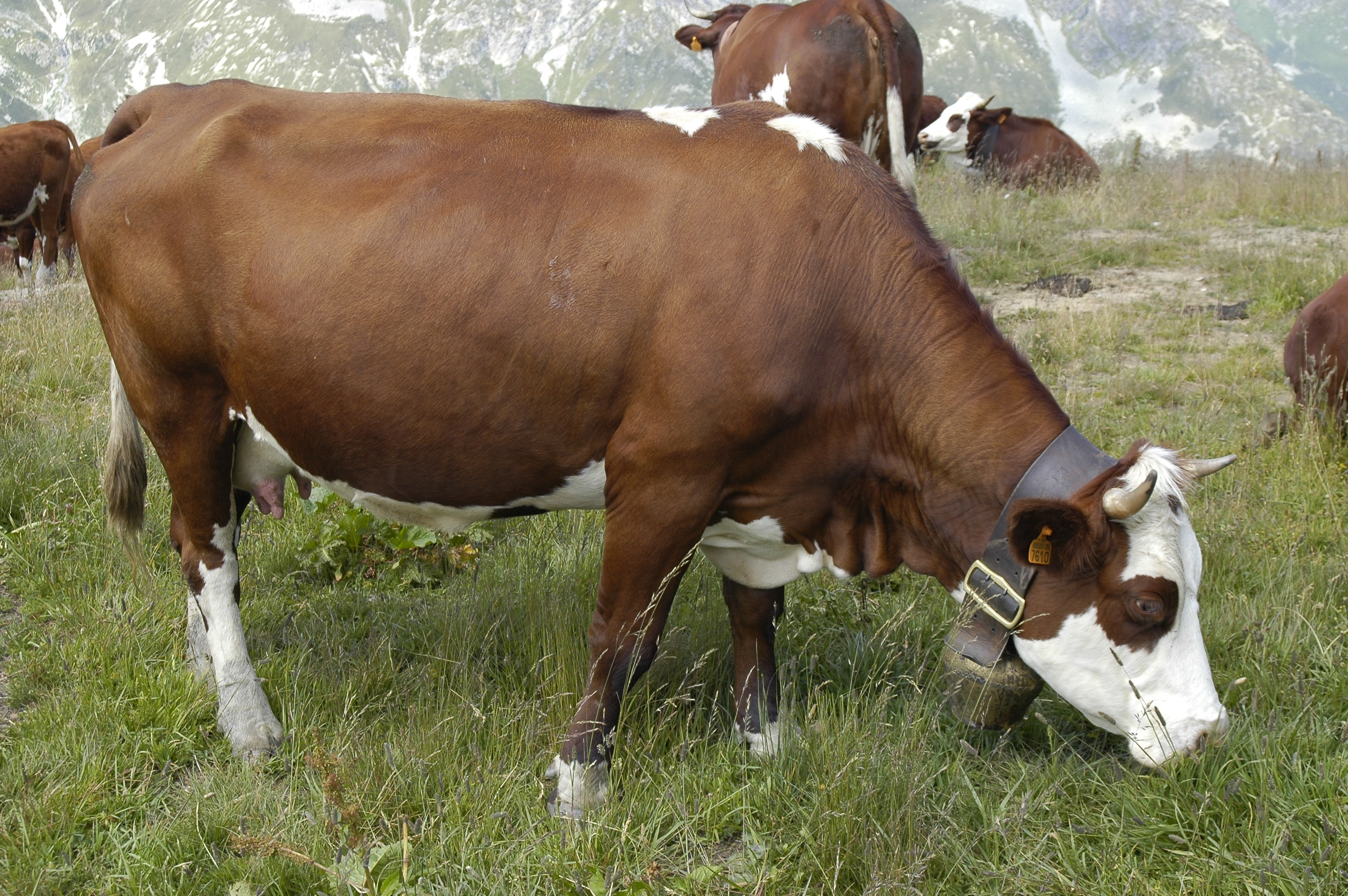
Weitgehend weißer Kopf, weißer Bauch: Abondance (Rind)
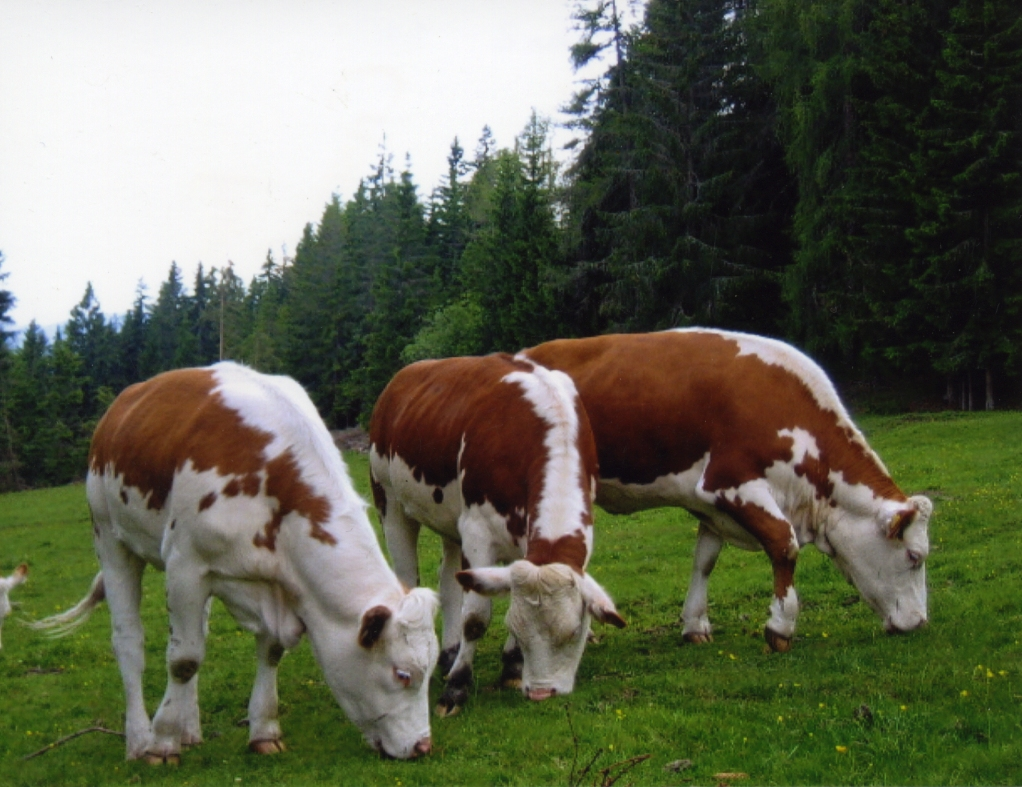
Weißer Kopf, Bauch und Rücken: Ennstaler Bergschecken
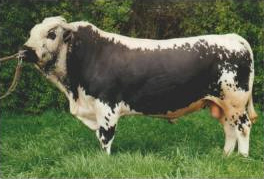
Weißer Kopf, Bauch und Rücken: Pustertaler Schecken
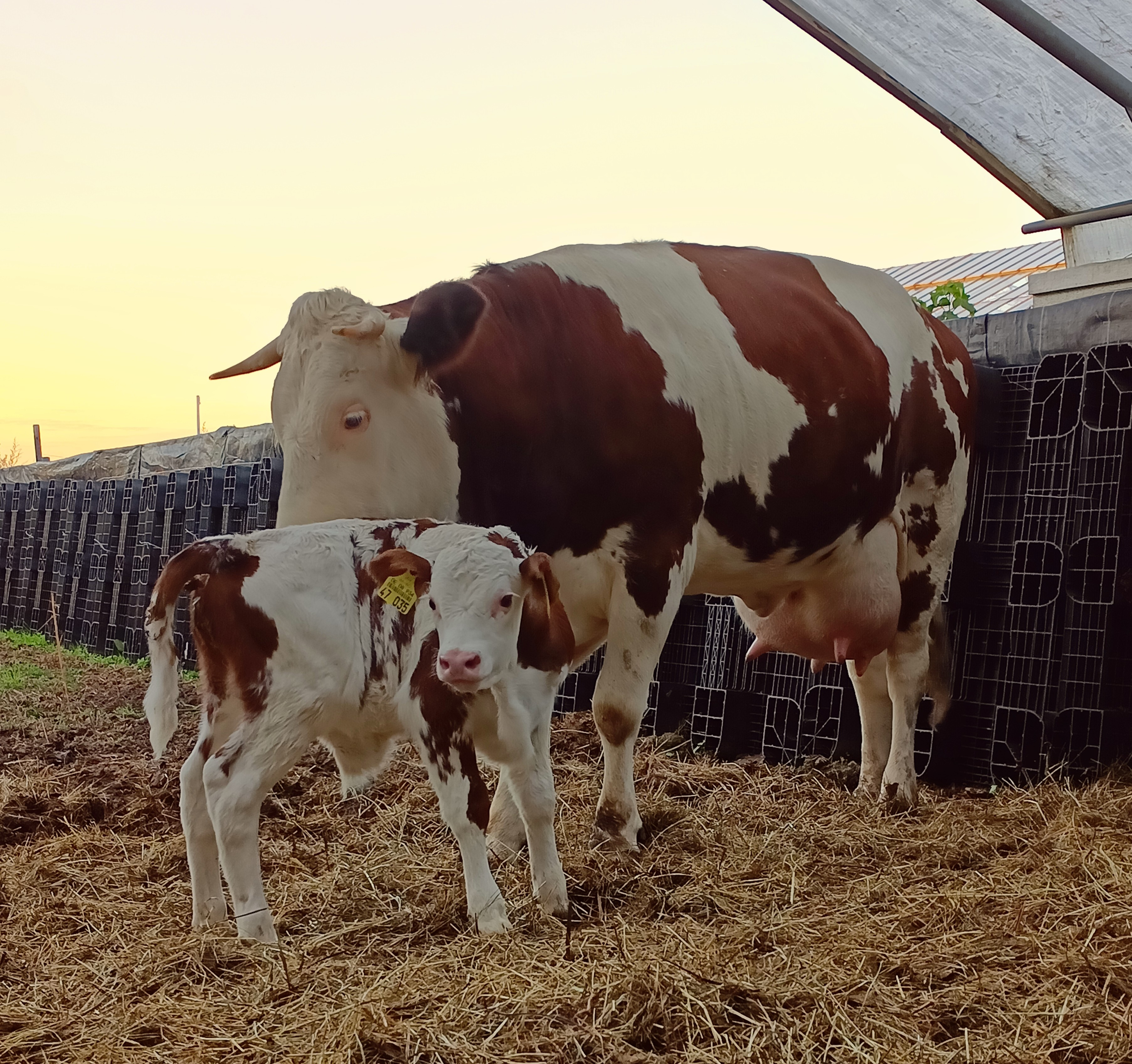
Gefleckt: Vorderwälder-Rind
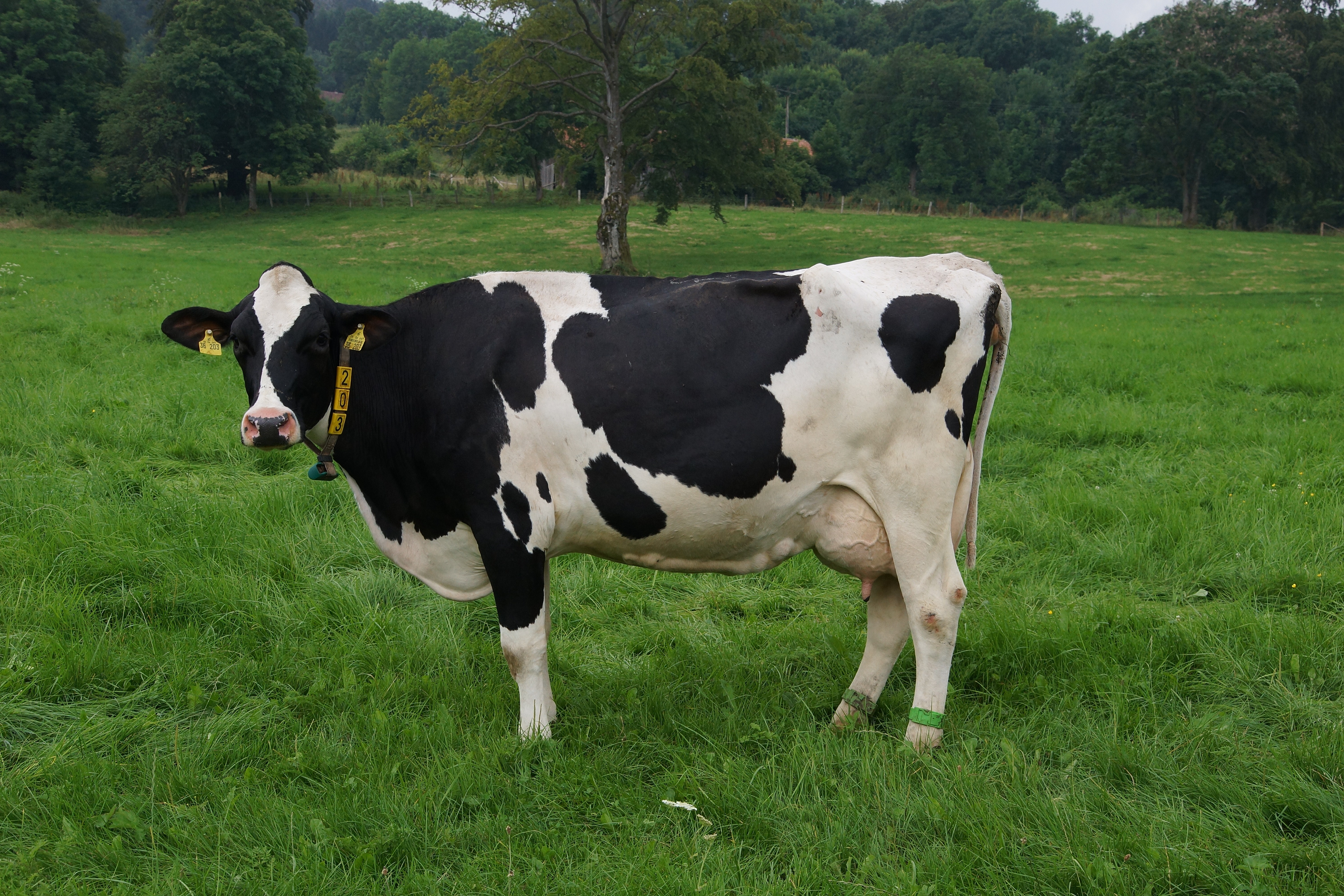
Gefleckt: Holstein-Rind
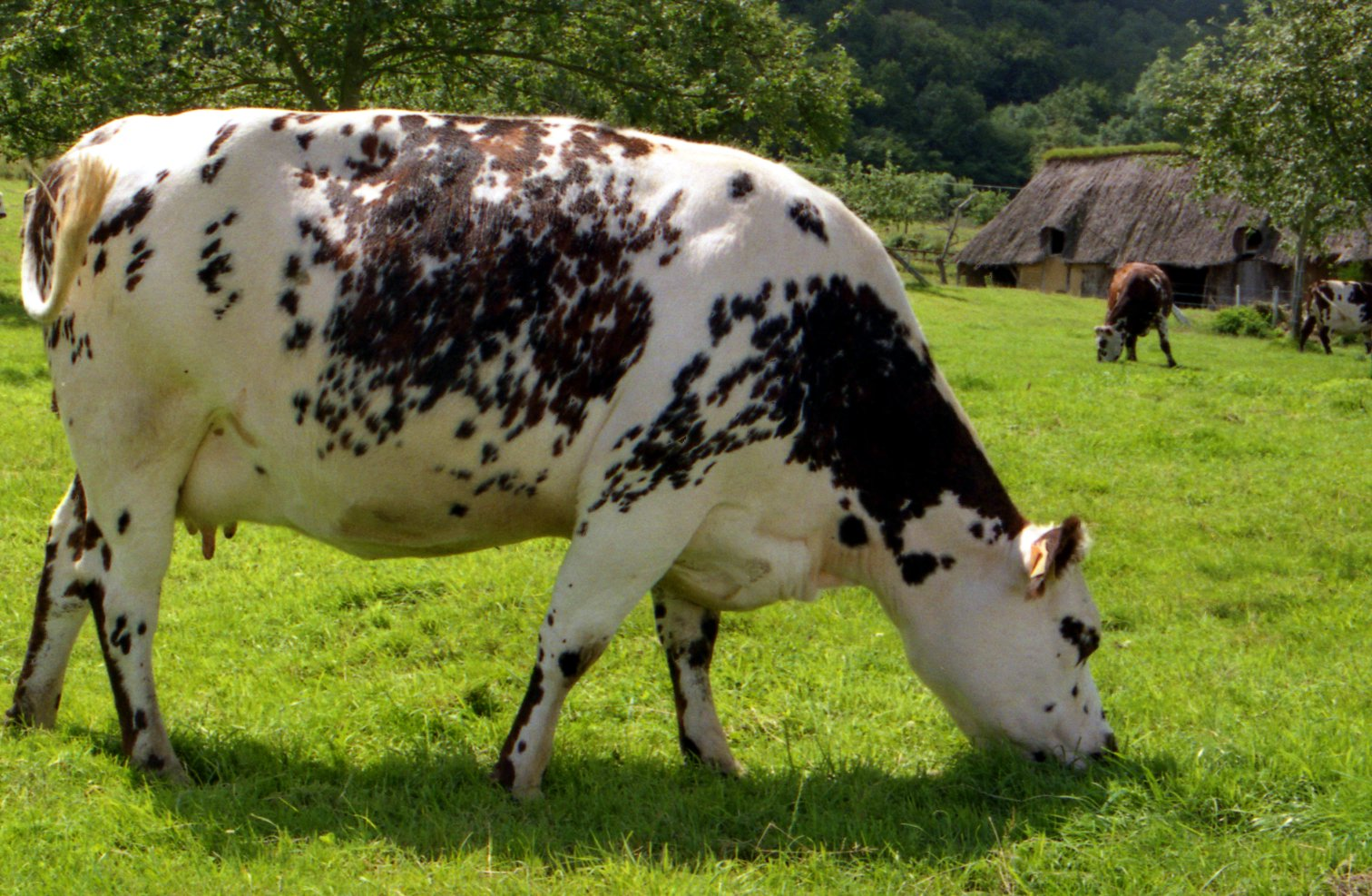
Gesprenkelt: Normanne (Rind)

### Hausziegen

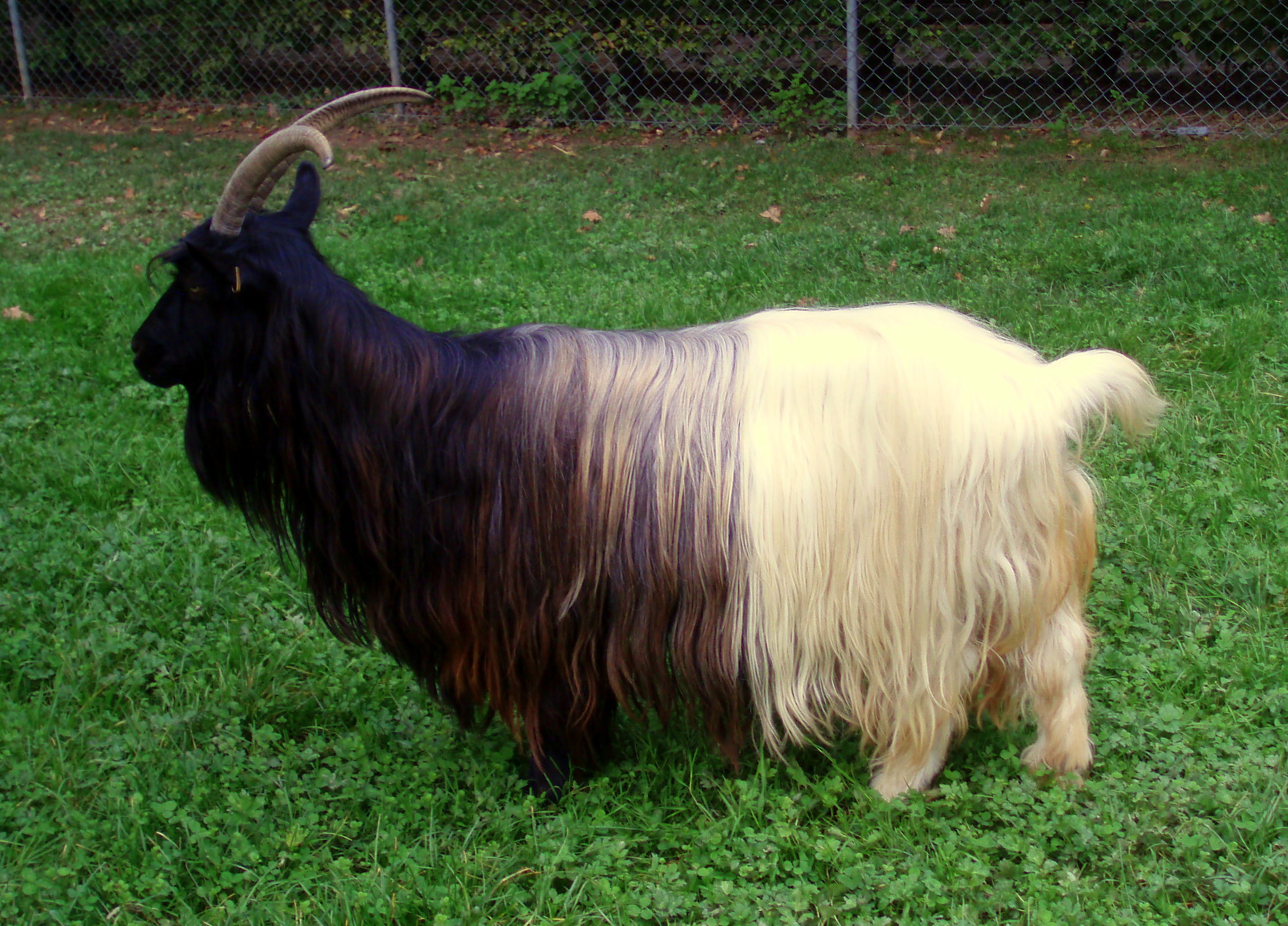
Walliser Schwarzhalsziege

Beispiele für gescheckte Rassen sind: Bunte Holländische Ziege, Burenziege, Tauernscheckenziege, Thüringer Waldziege, Walliser Schwarzhalsziege, Westafrikanische Zwergziege

### Pferde
Für die Scheckung bei Pferden können mehrere Gene verantwortlich sein. Die American Paint Horse Association beschäftigt sich mit der Zucht von Schecken. Sie unterscheidet folgende Farbschläge: 

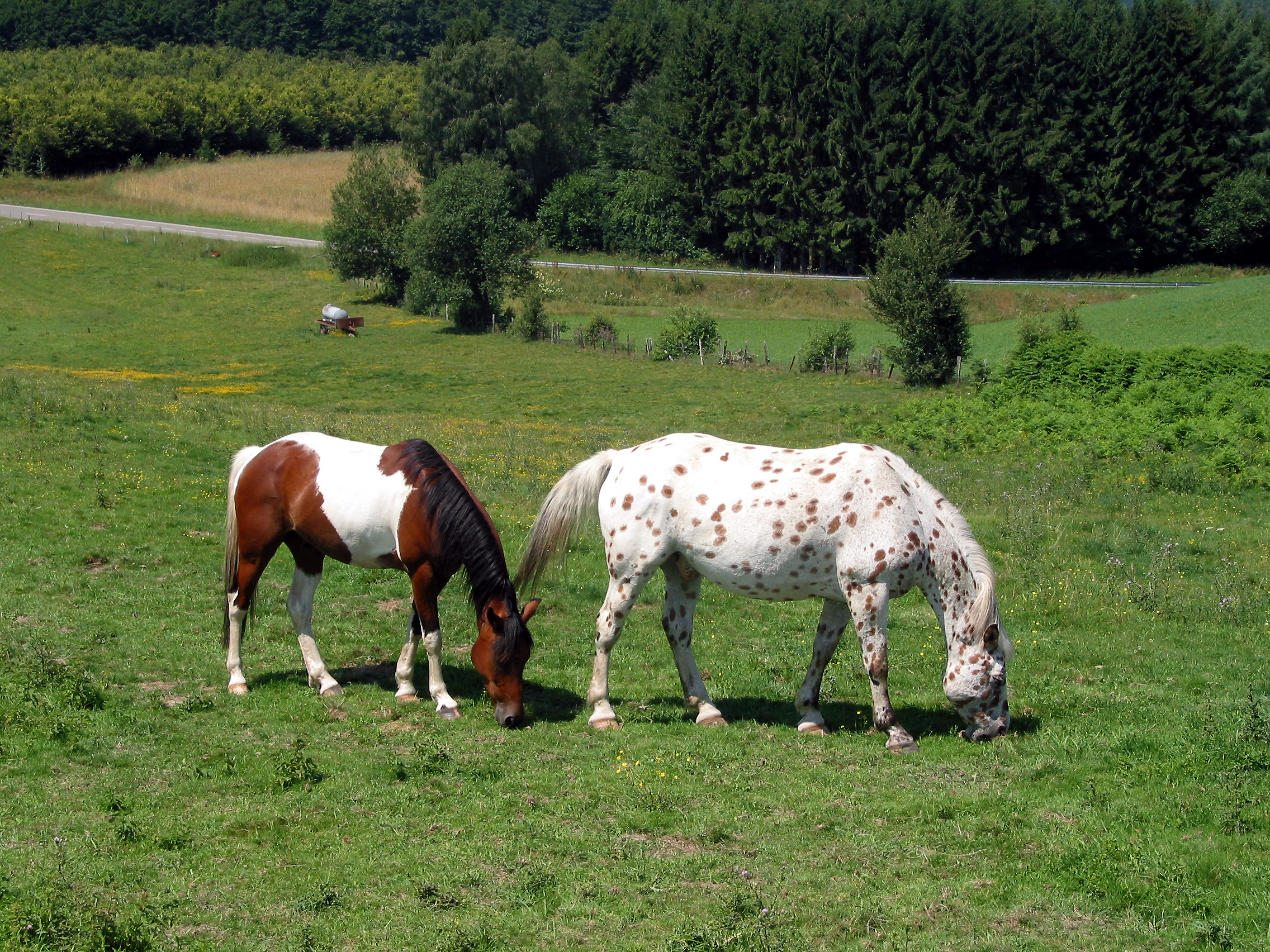
Unterschiedlich gescheckte Pferde

Tobiano: Die Beine sind normalerweise weiß oder haben weiße Abzeichen, der Kopf enthält normalerweise nicht mehr weiße Abzeichen als bei ungescheckten Pferden. Die Augen sind meist dunkel. Das Weiß kreuzt meist irgendwo die Rückenlinie und die Flecken führen von oben nach unten.
Sabino: Das Pferd hat normalerweise vier weiße Beine, das Weiß breitet sich dann in kleinen Sprenkeln weiter nach oben aus. Manche Sabinos haben blaue Augen, bei anderen sind die Augen braun. Wenn das Muster nur geringfügig ausgeprägt ist, haben sie nur weiße Beine und eine Blesse. Andere sind fast völlig weiß oder sehr leicht mit den anderen Formen der Scheckung zu verwechseln. Vermutlich ist die Sabino-Scheckung auf mehrere unterschiedliche Gene zurückzuführen. Manchmal taucht auch das „letal White“-Gen bei Sabinos auf.
Rahmenschecke: Die Rückenlinie ist immer durchgehend farbig. Das Gesicht hat meist größere weiße Abzeichen während die Beine meist dunkel sind, aber manchmal auch weiße Socken haben können. Die Farbe variiert zwischen fast weißen und fast farbigen Typen. Pferde bei denen das für diese Zeichnung verantwortlich Overo-Lethal-White-Gen homozygote vorliegt sind völlig weiß und nicht lebensfähig.
Splashed White, auch Helmschecke: Das Pferd sieht aus, als wäre es in weiße Farbe getaucht worden. Rücken und Ohren sind farbig, Beine und untere Körperhälfte sind weiß. Viele Splashed Whites sind taub.

### Hund

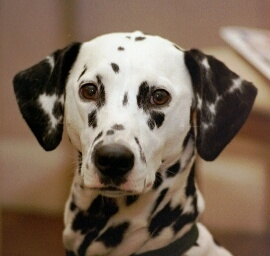
Dalmatiner

Es gibt viele verschiedene Scheckungs- und Sprenkelungsgene bei Hunden.
Knapp 10 % der Dalmatiner sind auf einem oder beiden Ohren taub. Da die Taubheit durch ein Scheckungsgen hervorgerufen wird, kann man dieses Taubheitsrisiko nicht wegzüchten, ohne auf die typische Dalmatinerfarbe zu verzichten.

### Rotfuchs
Es gibt nur sehr selten Rotfüchse mit einer Scheckung mit großen, weißen Bezirken des Balges und der Haut. Sie wurde im Zusammenhang mit einer allgemeinen Aufhellung (Weißling) und bei der Zuchtrasse Platinfuchs beobachtet. Bei den Fuchspopulationen in Irland haben etwa 5 % der Tiere Flecken im unteren Wollhaar (+ Haut) mit kleinen, weit verstreuten weißen Punkten. Die Fleckung wird vom langen Oberhaar verdeckt. Es ist nicht bekannt, wie sich diese Fleckung im Erbgang gegenüber der normalen Rotfuchsfellfarbe verhält.

### Hauskatze

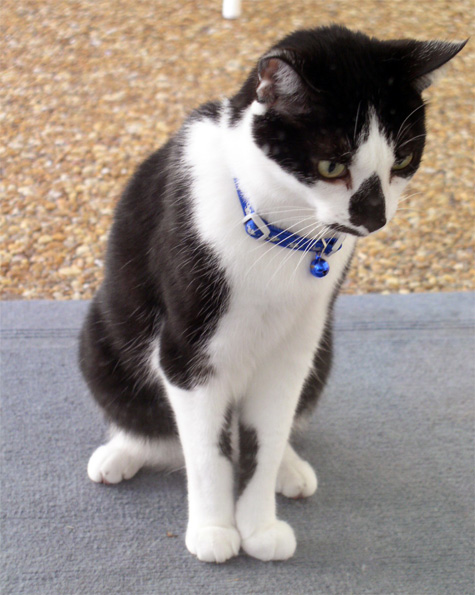
Hauskatze

Die Scheckung der Hauskatze ist durch ein autosomales Gen S bedingt, das dem c-Kit-Locus zuzuordnen ist und unterliegt einem inkomplett dominanten Erbgang. Tiere mit diesem Gen können sehr unterschiedlich aussehen. Es sind fließende Übergänge von farbigen Tieren mit kleinen weißhaarigen Flecken im Brustbereich, oder entlang der Mitte des Bauches bis hin zu ganz weißen Katzen möglich. Bei Katzen mit dem mutierten Gen kommt es durch das Fehlen der Melanoblasten manchmal zu Schwerhörigkeit oder Taubheit.

### Vögel

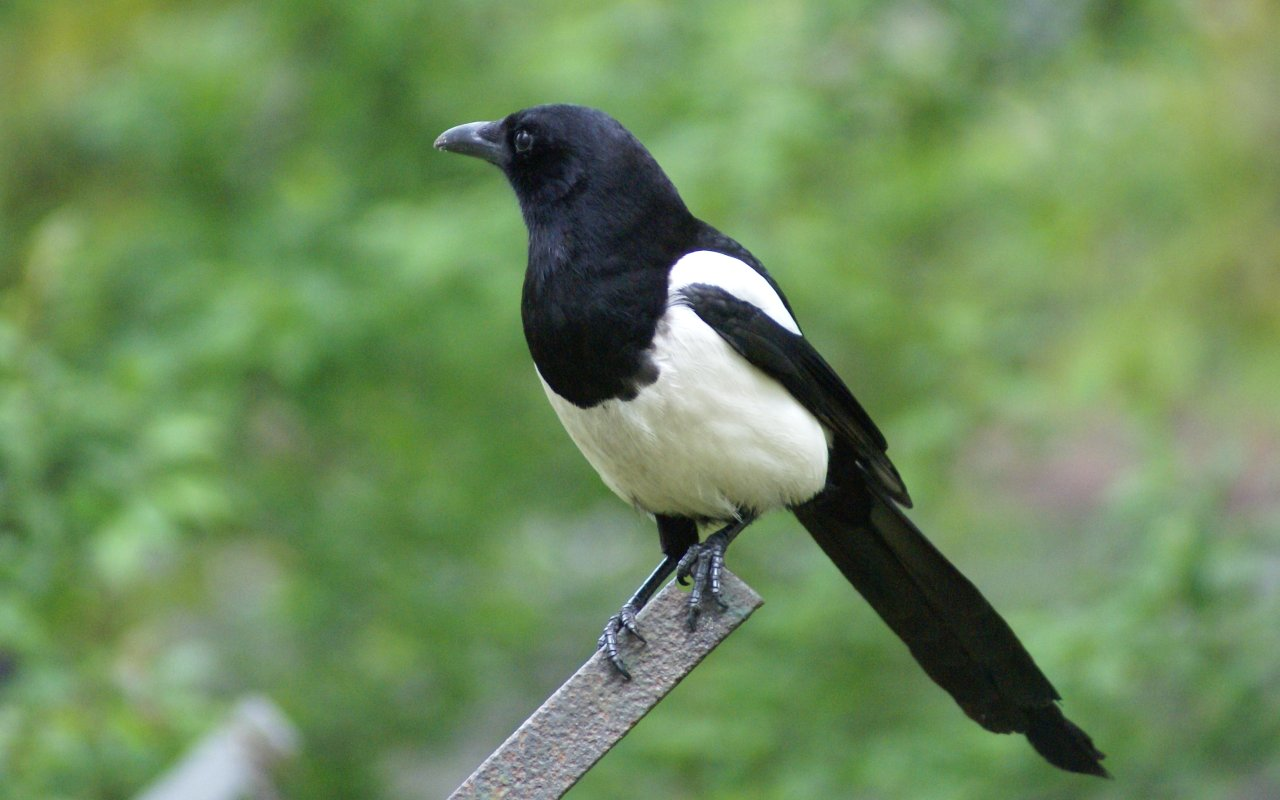
Die Elster (P. pica) mit Piebald-Gen.

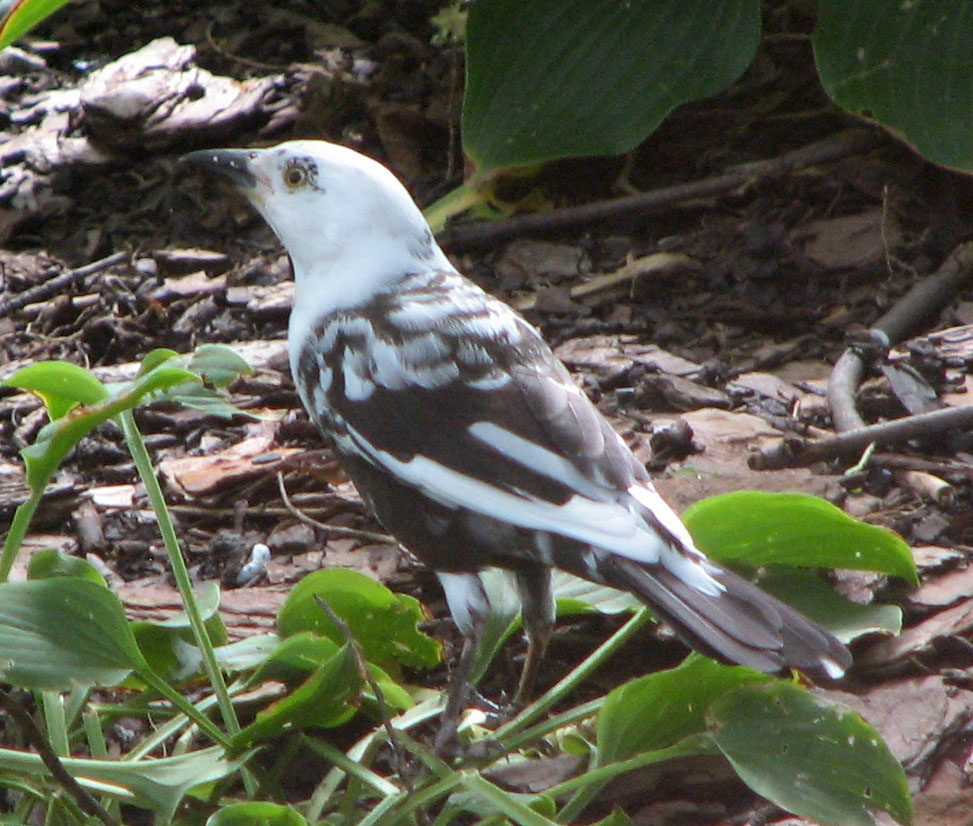
Dieser Purpur-Grackel zeigt auch am Kopf eine leuzistische Scheckung

Bei Vögeln wird die leuzistische Scheckung prinzipiell genauso hervorgerufen wie bei anderen Tieren. Die vollständige Pigmentierung im Kopfbereich bei der Elster kann als Hinweis gelten, dass keine Beeinträchtigungen der Sinnesorgane vorliegen. Die abgebildete vom arttypischen Aussehen stark abweichende Purpur-Grackel hingegen zeigt auch im Kopfbereich eine ausgeprägte leuzistische Scheckung. Sehschwächen wegen Mangel an Melanin in den Augen sind für das Leben der fliegenden Tiere wesentlich gefährlicher als für bodenlebende Tiere. Das Fliegen ist eine der Fähigkeiten, die die größten Anforderungen an die Sinnesleistung der Augen und die optische Auswertung der aufgenommenen Sinnesreize stellt. Vögel mit Sehbehinderungen ziehen sich deshalb häufig Verletzungen wegen misslungener Landemanöver und übersehenen Maschen- und Stacheldrähten zu.

## Andere Flecken

### Flecken, die auf Albinismus zurückzuführen sind
Die Färbung der Point-Katzen und der Russenkaninchen ist auf Albinismus (OCA1) zurückzuführen. Es liegt eine wärmeempfindliche Tyrosinase vor.
Es gibt bei der Rosa-Augen-Serie (P) ein Allel pm dessen Farbe ein Mosaik zwischen Wildtyp und Aufhellung bildet.
Auf dem Braun-Locus (OCA3) sind beim Schwein keine Allele bekannt mit der Ausnahme des Allels Bk, das zur Ausprägung brauner Flecke auf rotem Hintergrund führt.

### Flecken durch das Silver-Gen
Der Merle-Faktor beim Haushund ist eine Mutation des Silver-Locus, die neben unregelmäßigen weißem Flecken im Fell zu Fehlbildungen der Augen wie dem Fehlen von Linse oder verkleinerten Augäpfeln führen kann. Außerdem treten Fehlbildungen des Innenohrs mit Taubheit oder Schwerhörigkeit auf.
Windfarbene Pferde haben häufig eine weiße Äpfelung im Fell, was durch eine Mutation desselben Genortes hervorgerufen wird.

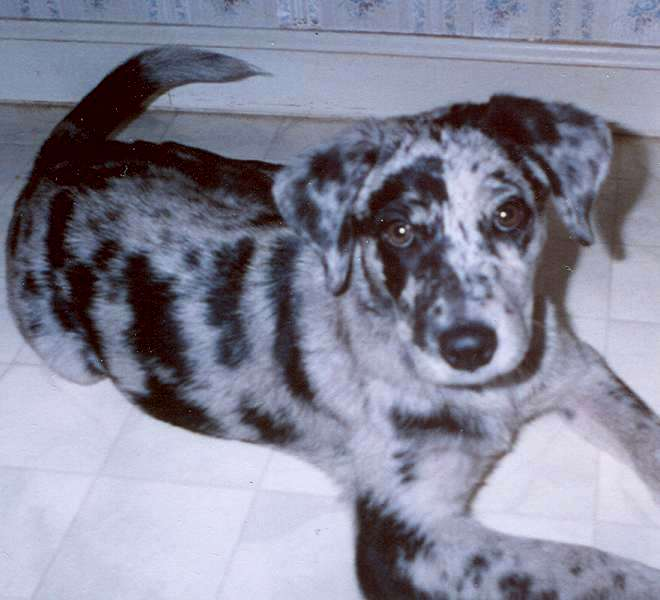
Blue merle Catahoula Leopard Dog
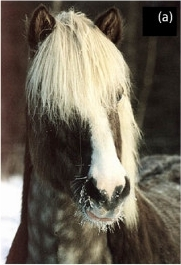
Rappe mit Silvergen und Apfelzeichnung
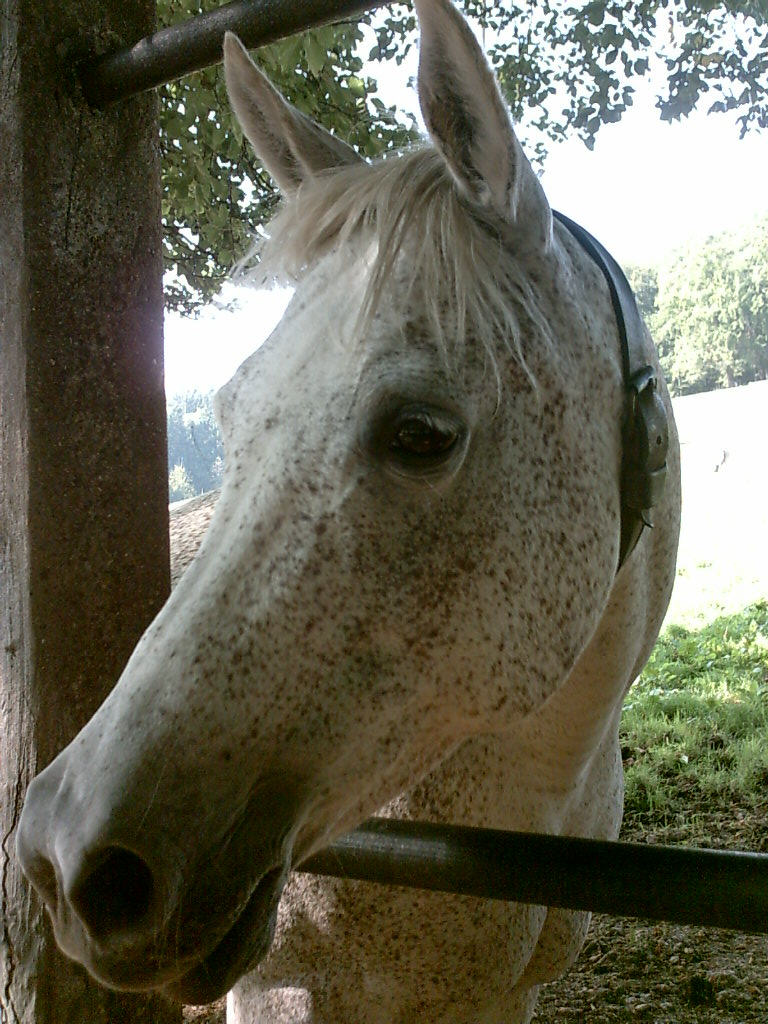
Kopf eines Fliegenschimmels
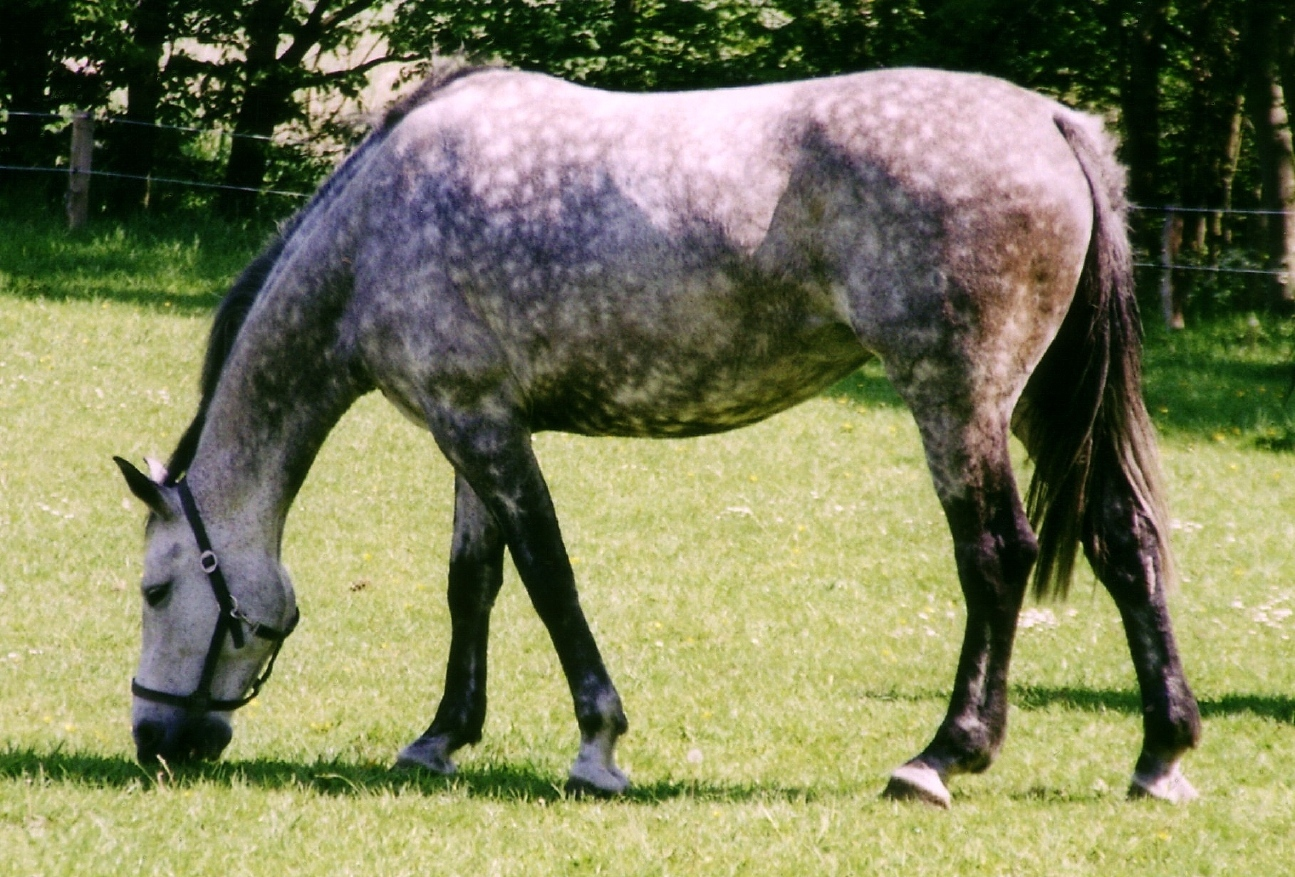
Apfelschimmel

### Apfelschimmel und Fliegenschimmel
Pferde mit dem Schimmel-Gen (engl. grey) haben häufig eine Apfelzeichnung (Apfelschimmel) oder kleine Schwarze Punkte im Fell (Fliegenschimmel.)

### Tigerschecken und Varnish Roan
Tigerscheckung: Schabrackenschecke, Tigerschecke, Varnisch Roan.

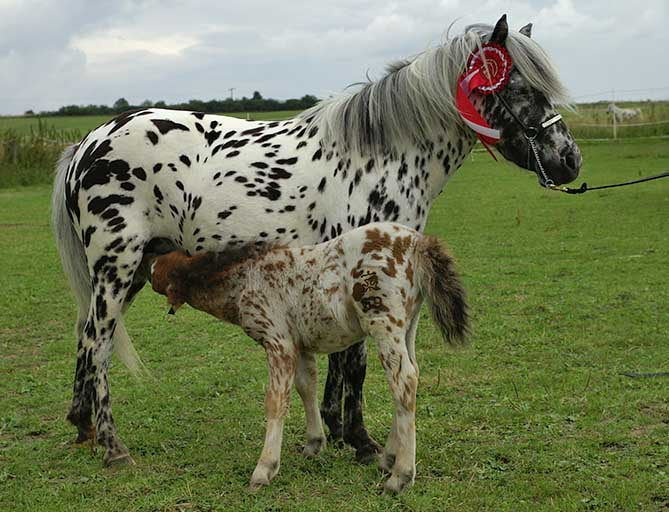
Volltiger
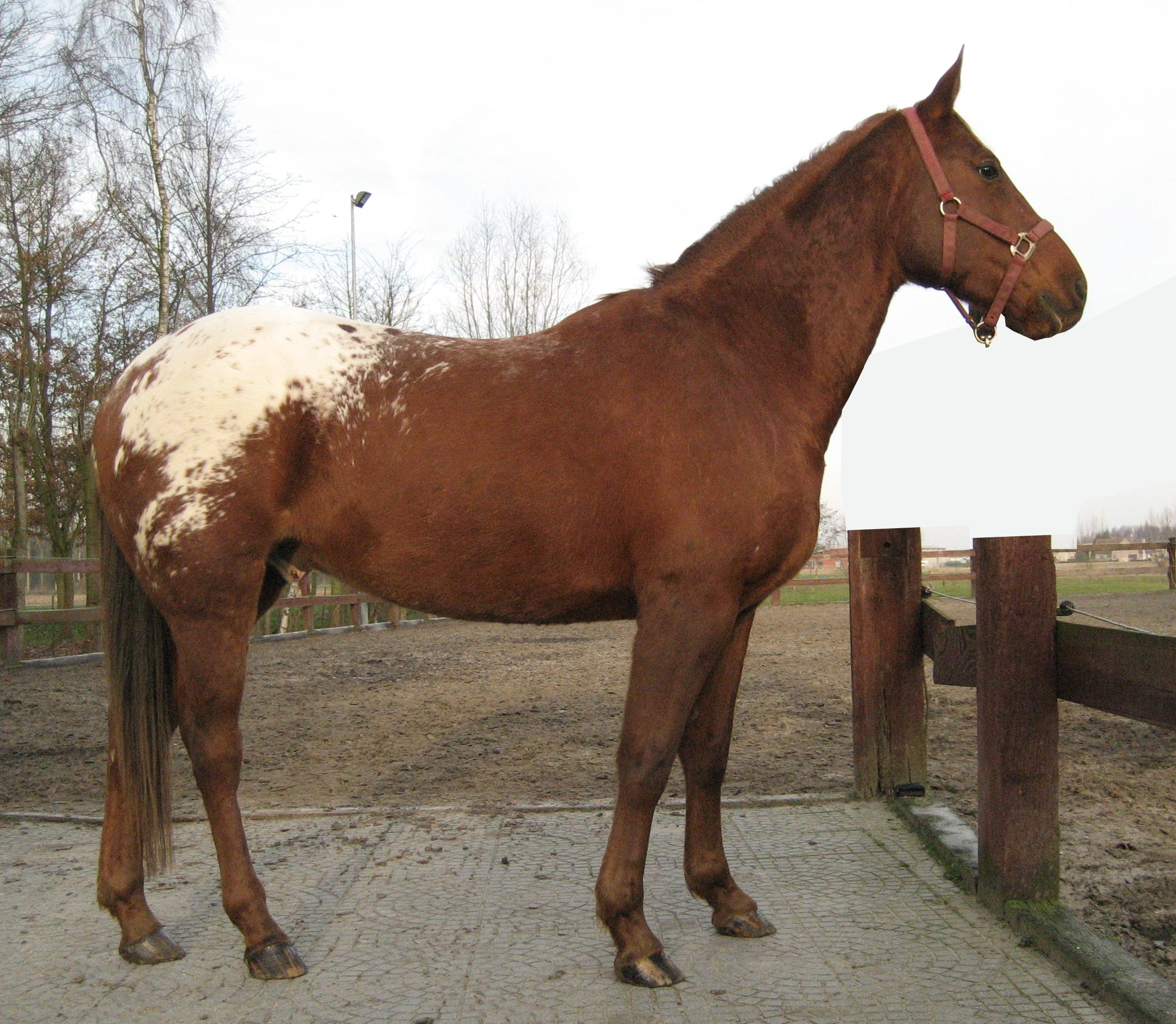
Schabrackentiger mit kleiner Schabracke (Appaloosa)
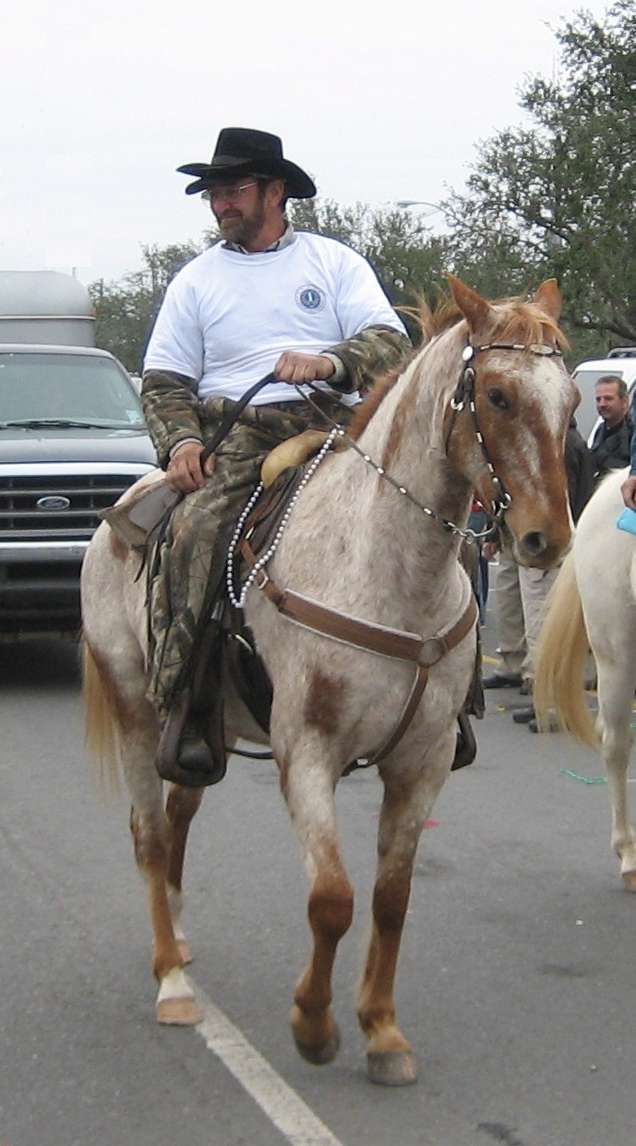
Varnish Roan

### Fellzeichnungen
Bei den meisten Tieren spielen der Agouti-Locus und der Extension-Locus eine Rolle bei der Ausprägung arttypischer Fleckenzeichnungen. Die Streifen der gestreiften Katzen hängen vom Tabby-Locus ab, für die Stromung der Hunde ist der K-Locus verantwortlich.
Artikel über Musterungen:
- Rosette (Fell)
- Stromung
- Tigerung
- Aalstrich
- Abzeichen (Pferd)
- Geisterzeichnung

### Scheckung durch unterschiedliche Ausmaskierung von Genen

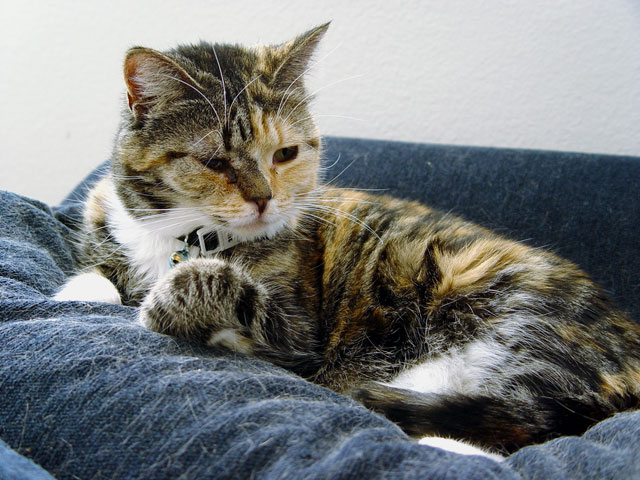
Das Fell dieser Katze hat wildfarben gestreifte und rote Bereiche

Bei einigen Genen wird durch Imprinting oder X-Inaktivierung ein Allel des jeweiligen Genes ausgeschaltet. Das kann zu Scheckungen führen, die ähnliche Verteilungen haben wie bei Schwarz-weiß gescheckten Tieren, jedoch zwischen zwei farbigen Farben wechseln.

#### Maus: Viable Yellow
Bei Mäusen, die auf einem Allel des Agouti-Locus das Gen „Viable Yellow“ haben und auf dem anderen Allel das für schwarze Farbe, können durch unterschiedliches Imprinting schwarz-gelb gefleckte Individuen auftreten.

#### Katze: Tricolor-Katzen und Schildpattkatzen
Das Schildpattmuster besteht aus roten und schwarzen Fellpartien und kommt fast ausschließlich bei weiblichen Katzen vor. Das Gen für rote Farbe liegt auf dem X-Chromosom und wird bei heterozygoten Katzen in verschiedenen Fellbereichen zufällig ein- oder ausgeschaltet (X-Inaktivierung). Dadurch entsteht eine normalfarbig-rote Scheckung.